# Småmuren
Småmuren är en småort i Hille socken i Gävle kommun, Gävleborgs län, belägen vid kusten nära Iggön.